# Zgornje Hoče
Zgornje Hoče – wieś w Słowenii, w gminie Hoče-Slivnica. W 2018 roku liczyła 647 mieszkańców.